# Vavřinec Tomáš Barták
Vavřinec Tomáš Barták (7. srpna 1779 Netvořice (Benešov) – 27. března 1851 Písek) byl český hudební skladatel, ředitel kůru a učitel hudby.

## Život a dílo
Studoval hudbu v Praze, poté působil na Konopišti jako kapelník u svého mecenáše hraběte Františka Josefa z Vrtby, spoluzakladatele Spolku na podporu umění hudebního v Čechách, z něhož v roce 1808 vznikla Pražská konzervatoř. Po smrti hraběte v roce 1830 se vrátil do Prahy, kde patřil k vyhledávaným hudebníkům. Od 18. dubna 1832 se po Dominiku Lenkovi stal ředitelem kůru děkanského kostela a učitelem hudby v Písku, kde působil až do své smrti. Je autorem řady chrámových skladeb, z nichž některé jsou dostupné např. v Českém muzeu hudby.

### Dochované skladby (výběr)
- Hymnus Tenebrae factae sunt
- Hymnus pro Dominica Palmarum et pro Diae Parasceve
- Hymnus in G
- Graduale et Offertorium in Caena Domini
- Salve Regina